# Lissothus occidentalis
Espèce
Lissothus occidentalis est une espèce de scorpions de la famille des Buthidae.

## Distribution
Cette espèce est endémique de Mauritanie. Elle se rencontre vers Akjoujt et Atar.

## Publication originale
- Vachon, 1948 : « Études sur les Scorpions III (suite). Description des Scorpions du Nord de l’Afrique. » Archives de l’Institut Pasteur d’Algérie, vol. 28, no 2, p. 152-216.